# Nieuwolda

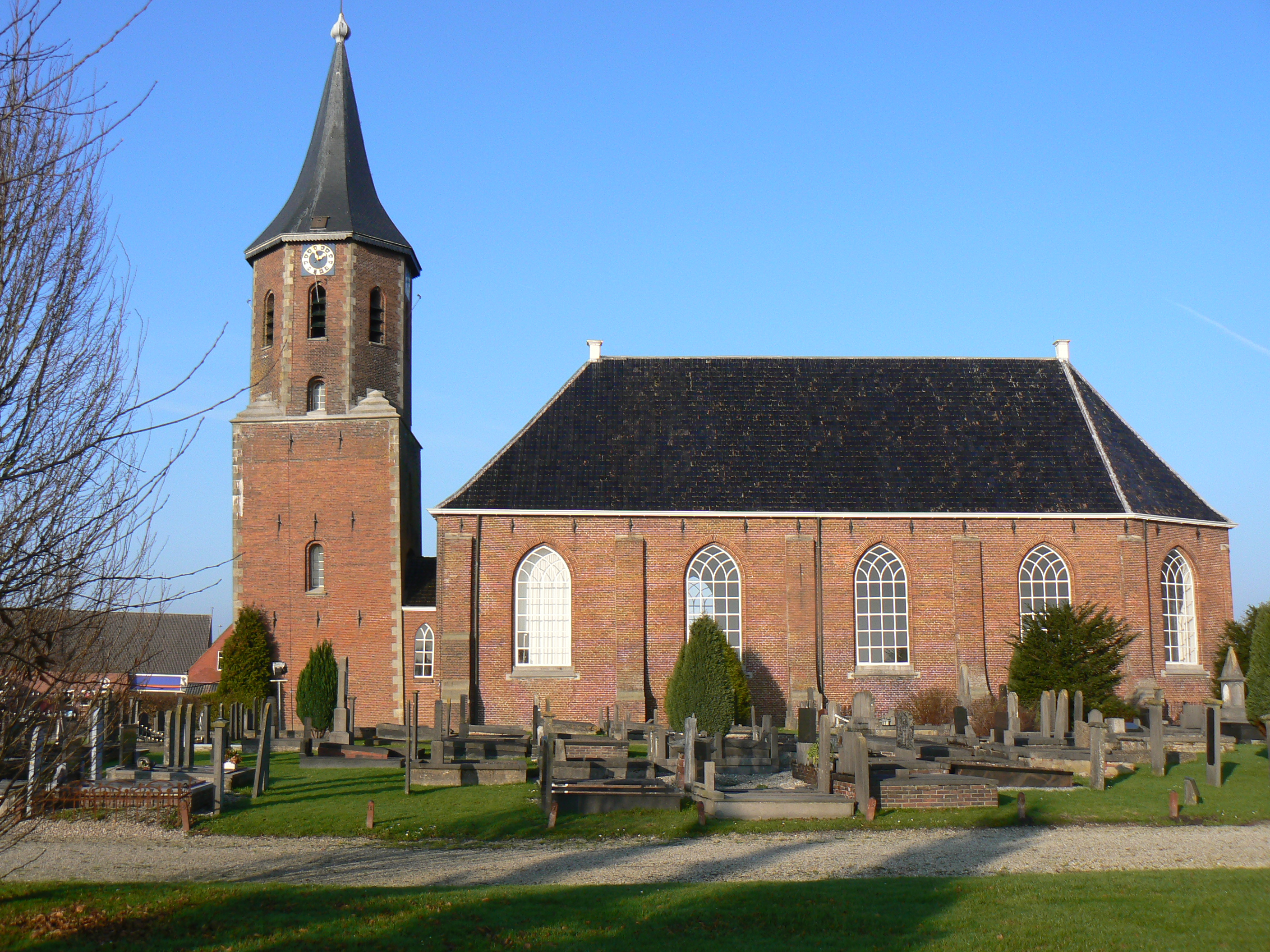
Nieuwolda: la chiesa del 1718

Nieuwolda (un tempo: Midwolderhamrik; in Gronings: Neiwol, Nijwol, Nijwolde,  't Hammerk o  't Golden Hammerk) è un villaggio di circa 1.400 abitanti.  del nord-est dei Paesi Bassi, facente parte della provincia della Groninga e situato nella regione dell'Oldambt. Dal punto di vista amministrativo, si tratta di un ex-comune, dal 1990 accorpato alla municipalità di Scheemda, comune a sua volta inglobato nel 2010 nella nuova municipalità di Oldambt..

## Geografia fisica
Nieuwolda si trova nella parte-orientale della provincia della Groninga, tra Delfzijl e Midwolda (rispettivamente a sud della prima e a nord della seconda) e tra Siddeburen e Termunten (rispettivamente a nord-est della prima e a sud-ovest della seconda).,

## Storia

### Simboli
Nello stemma di Nieuwolda è raffigurato un guerriero del XVII secolo.

## Monumenti e luoghi d'interesse
Nieuwolda conta 3 edifici classificati come rijksmonumenten.

### Architetture religiose
A Nieuwolda si trovano due chiese protestanti, una situata al nr. 1 di Kerksingel e risalente al 1718 e l'altra situata al nr. 43 della Hoofdastraat e risalente al 1875.

## Cultura

### Musei

#### Kinderwagenmuseum
A Nieuwolda ha sede il Kinderwagenmuseum, il museo dei passeggini, che ospita passeggini provenienti da vari Paesi, quali Francia, Germania, Inghilterra, ecc. e risalenti dal 1840 in poi.

#### Museumgemaal De Hoogte
Altro museo di Nieuwolda è il Museumgemaal De Hoogte, situato in ex-mulino costruito nel 1892 su progetto dell'architetto P.G. Cremer e rimasto in funzione fino al 1976.

## Geografia antropica

### Suddivisioni amministrative
Buurtschappen
- Nieuwolda-Oost
- Oostwolderhamrik